# Referéndum de Berlín de 2021

Logotipo de campaña

El referéndum de Berlín de 2021, conocido formalmente como Deutsche Wohnen & Co. enteignen (en alemán: Expropiar a Deutsche Wohnen & Co.) fue un referéndum celebrado en Berlín en 2021. Se preguntó a los votantes si aprobaban la expropiación de la propiedad de empresas inmobiliarias privadas con 3.000 o más unidades en la ciudad, a través de compras públicas por parte del gobierno del Estado de Berlín. Esto afectaría a 243.000 apartamentos de alquiler de un total de 1,5 millones de apartamentos en Berlín. La mayor empresa inmobiliaria de este tipo es Deutsche Wohnen, que da nombre a la iniciativa, seguida de Vonovia. En total, el referéndum impactaría en 12 grandes inmobiliarias.
La iniciativa para el referéndum se lanzó originalmente en 2018. Pasó con éxito la primera fase de recolección de firmas en julio de 2019, recibiendo al menos 58 000 firmas válidas de las 20 000 requeridas; y la segunda fase en junio de 2021, recibiendo al menos 175.000 de las 170.000 requeridas.
El referéndum tuvo lugar el 26 de septiembre de 2021 junto con las elecciones estatales y federales . La propuesta de expropiación pasó el quórum legal del 25% de los votantes habilitados, recibiendo la aprobación del 57,6% de los votantes, mientras que el 39,8% votó en contra. El resultado no es vinculante.

## Antecedentes
El artículo 14 de la Ley Fundamental para la República Federal de Alemania establece que "la propiedad implica obligaciones. Su uso también servirá al bien público". Este pasaje se ha utilizado previamente en el pasado para abogar por pausas en los aumentos del alquiler o la expropiación de la propiedad de gran volumen.
El artículo 15 establece la base jurídica de que "La tierra, los recursos naturales y los medios de producción pueden, para el objeto de socialización, ser transferidos a la propiedad pública u otras formas de empresa pública por una ley que determine la naturaleza y el alcance de la compensación". Este artículo nunca se ha utilizado antes.
Incluso si se aprobaba el referéndum, no sería legalmente vinculante, y sería necesario especificar un lenguaje específico, incluidos los montos de compensación que luego tendría que aprobar el Senado de Berlín. La constitución alemana dice que el monto de la compensación debe equilibrar los intereses del público y otras partes interesadas. Costaría a los contribuyentes una cantidad estimada entre 7 y 36 mil millones de euros, siendo el extremo superior las tasas de mercado. Si el monto de la compensación está en el extremo superior, podría disminuir la eficacia de la iniciativa.

## Iniciativa

### Recogida de firmas: fase 1
Se recogieron un total de 77 001 firmas entre abril y julio de 2019. Al menos 58 000 de ellas fueron validadas, superando el quórum de 20 000 firmas requerido para una revisión legal por parte del Departamento del Interior y Deportes del Senado de Berlín.

### Revisión legal
La revisión legal por parte del Senado de Berlín se llevó a cabo durante un período de 441 días, desde el 4 de julio de 2019 hasta el 17 de septiembre de 2020. El senador del Interior Andreas Geisel fue acusado de retrasar intencionalmente la revisión por parte de la iniciativa, así como por Die Linke y Alianza 90/Los Verdes. Se modificó el texto de la resolución para que fuera legalmente compatible.

### Recopilación de firmas: fase 2
Se recolectaron otras 349 658 firmas durante un período de cuatro meses entre el 26 de febrero y el 25 de junio de 2021. Se verificaron al menos 261 000 firmas, de las cuales más de 175 000 eran legalmente válidas, superando el quórum de 170 000 firmas o el 7 % de los votantes elegibles (ciudadanos alemanes de Berlín) necesarios para iniciar un referéndum público. Fue el mayor número de firmas jamás recogidas en un referéndum de Berlín.

## Campaña

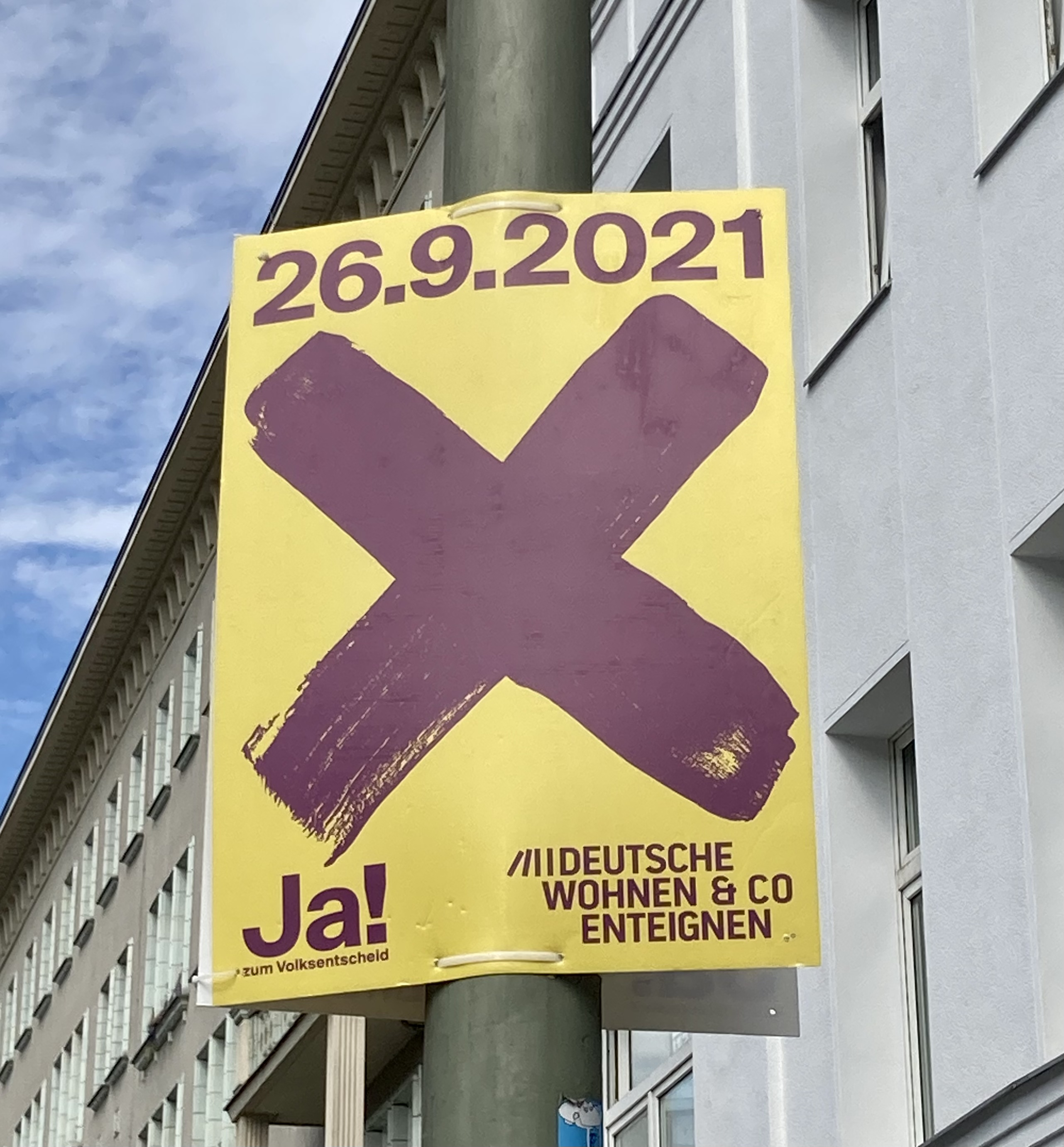
Afiche de campaña a favor de la opción "Si".

|                    | A favor                                                                | En contra                                                |
| ------------------ | ---------------------------------------------------------------------- | -------------------------------------------------------- |
| Grupos de vivienda | Asociación de Inquilinos de Berlín, Comunidad de Inquilinos de Berlín. |                                                          |
| Partidos políticos | Die Linke, Alianza 90/Los Verdes, JUSOS (juventud del SPD)             | SPD, CDU, AfD, FDP                                       |
| Sindicatos         | IG Metall, GEW, ver.di y DGB Jugend                                    |                                                          |
| Grupos de interés  |                                                                        | Asociación de Empresas de Vivienda de Berlín-Brandeburgo |

## Resultados
Con la fase de recolección de firmas superada, se programó un referéndum para el 26 de septiembre de 2021, al mismo tiempo que las elecciones estatales de Berlín y las elecciones federales alemanas. Se necesitaba una mayoría de votos a favor y un mínimo del 25% entre todos los votantes registrados a favor para que el referéndum tuviera éxito, aproximadamente 625.000 votos. En 2013, el referéndum energético fue aprobado por el 83% de los votantes, pero fracasó porque solo el 24,2% de los votantes registrados de Berlín votaron a favor, mientras que el quórum requerido era del 25% o más para hacerlo.

Mayorías por distrito

| Distrito                        | Registrados | Participación | Participación | Votos válidos | Votos válidos | Votos nulos | Votos nulos | Si        | Si     | No      | No     |
| Distrito                        | Registrados | Votos         | %             | Votos         | %             | Votos       | %           | Votos     | %      | Votos   | %      |
| ------------------------------- | ----------- | ------------- | ------------- | ------------- | ------------- | ----------- | ----------- | --------- | ------ | ------- | ------ |
| 01 – Mitte                      | 204.255     | 150.133       | 73,5 %        | 143.629       | 95,7 %        | 6.504       | 4,3 %       | 95.681    | 63,7 % | 47.948  | 31,9 % |
| 02 – Friedrichshain-Kreuzberg   | 168.102     | 126.839       | 78,3 %        | 126.839       | 96,4 %        | 4.721       | 3,6 %       | 95.207    | 72,4 % | 31.632  | 24,0 % |
| 03 – Pankow                     | 282.096     | 221.100       | 78,4 %        | 212.600       | 96,2 %        | 8.500       | 3,8 %       | 134.339   | 60,8 % | 78.261  | 35,4 % |
| 04 – Charlottenburg-Wilmersdorf | 215.247     | 166.508       | 77,4 %        | 158.685       | 95,3 %        | 7.823       | 4,7 %       | 83.422    | 50,1 % | 75.263  | 45,2 % |
| 05 – Spandau                    | 158.696     | 111.016       | 70,0 %        | 105.173       | 94,7 %        | 5.843       | 5,3 %       | 57.563    | 51,9 % | 47.610  | 42,9 % |
| 06 – Steglitz-Zehlendorf        | 215.825     | 175.561       | 81,3 %        | 166.689       | 94,9 %        | 8.872       | 5,1 %       | 77.237    | 44,0 % | 89.452  | 51,0 % |
| 07 – Tempelhof-Schöneberg       | 229.605     | 175.697       | 76,5 %        | 167.543       | 95,4 %        | 8.154       | 4,6 %       | 93.887    | 53,4 % | 73.656  | 41,9 % |
| 08 – Neukölln                   | 195.615     | 139.731       | 71,4 %        | 131.812       | 94,3 %        | 7.919       | 5,7 %       | 84.749    | 60,7 % | 47.063  | 33,7 % |
| 09 – Treptow-Köpenick           | 205.948     | 156.229       | 75,9 %        | 150.153       | 96,1 %        | 6.076       | 3,9 %       | 91.431    | 58,5 % | 58.722  | 37,6 % |
| 10 – Marzahn-Hellersdorf        | 197.241     | 135.119       | 68,5 %        | 128.654       | 95,2 %        | 6.465       | 4,8 %       | 75.410    | 55,8 % | 53.244  | 39,4 % |
| 11 – Lichtenberg                | 199.563     | 144.480       | 72,4 %        | 138.292       | 95,7 %        | 6.188       | 4,3 %       | 88.032    | 60,9 % | 50.260  | 34,8 % |
| 12 – Reinickendorf              | 175.407     | 127.981       | 73,0 %        | 119.854       | 93,6 %        | 8.127       | 6,4 %       | 57.751    | 45,1 % | 62.103  | 48,5 % |
| Total en Berlín                 | 2.447.600   | 1.835.115     | 75,0 %        | 1.749.923     | 95,4 %        | 85.192      | 4,6 %       | 1.034.709 | 56,4 % | 715.214 | 39,0 % |